# The Andrews Sisters
Pour les articles homonymes, voir Andrews.
The Andrews Sisters (Les Sœurs Andrews) sont un célèbre  trio de chanteuses américaines de jazz des années 1940, composé des trois sœurs LaVerne Andrews (contralto, 6 juillet 1911 - 8 mai 1967), Maxene Andrews (soprano, 3 janvier 1916 - 21 octobre 1995) et Patty Andrews (mezzo-soprano, 16 février 1918 - 30 janvier 2013). Nées à Minneapolis dans le Minnesota, elles sont le plus célèbre trio vocal « close harmony » de l'histoire du jazz, avec plus de 75 millions de disques vendus dans le monde en près de 40 ans de carrière.

## Biographie

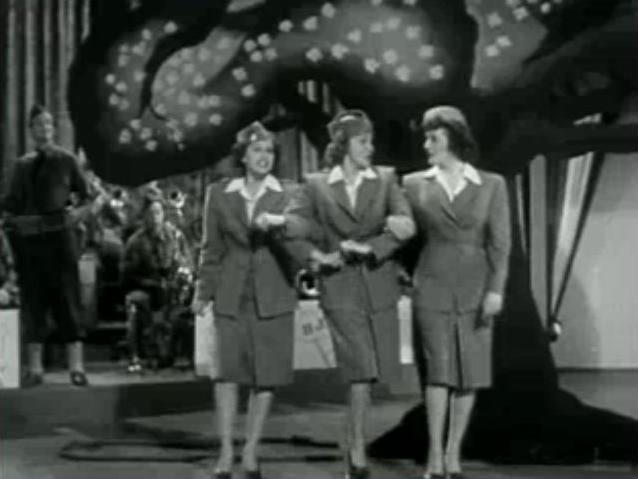
Don't Sit Under the Apple Tree, avec l'orchestre d'Harry James, du film Private Buckaroo de 1942.

Elles naissent dans les années 1910 à Minneapolis dans le Minnesota, filles d'un immigrant grec et d'une mère américaine d'origine norvégienne.
Elles commencent leur carrière dans les années 1930, inspirées des Boswell Sisters, célèbre trio vocal à succès de l'époque, puis deviennent des stars internationales du jazz avec Bei Mir Bist Du Shein en 1937, suivi de leurs 113 chansons classées dans les hit-parades américains, avec en particulier Boogie Woogie Bugle Boy (1941), Don't Sit Under the Apple Tree (1942), Rum and Coca-Cola (1944), ou Tico-Tico no Fubá (1944)... et de nombreuses collaborations avec en particulier Bing Crosby... Le trio se sépare officiellement en 1953, avec un ultime enregistrement The Windmill Song de 1951[réf. souhaitée], avec l'orchestre de Gordon Jenkins (adaptation de la chanson française Maître Pierre composée par Henri Betti avec des paroles de Jacques Plante en 1948, avec des paroles anglaises de Mitchell Parish).
Étant atteinte d'un cancer inopérable, LaVerne cède sa place à la chanteuse Joyce DeYoung en 1966. Maxene Andrews est décédée d'un infarctus en octobre 1995, à Cape Cod. Le 30 janvier 2013, la dernière des sœurs Andrews, Patty, meurt à Los Angeles,.

## Discographie

### Titres et albums
- 1937 : Bei Mir Bist Du Shein

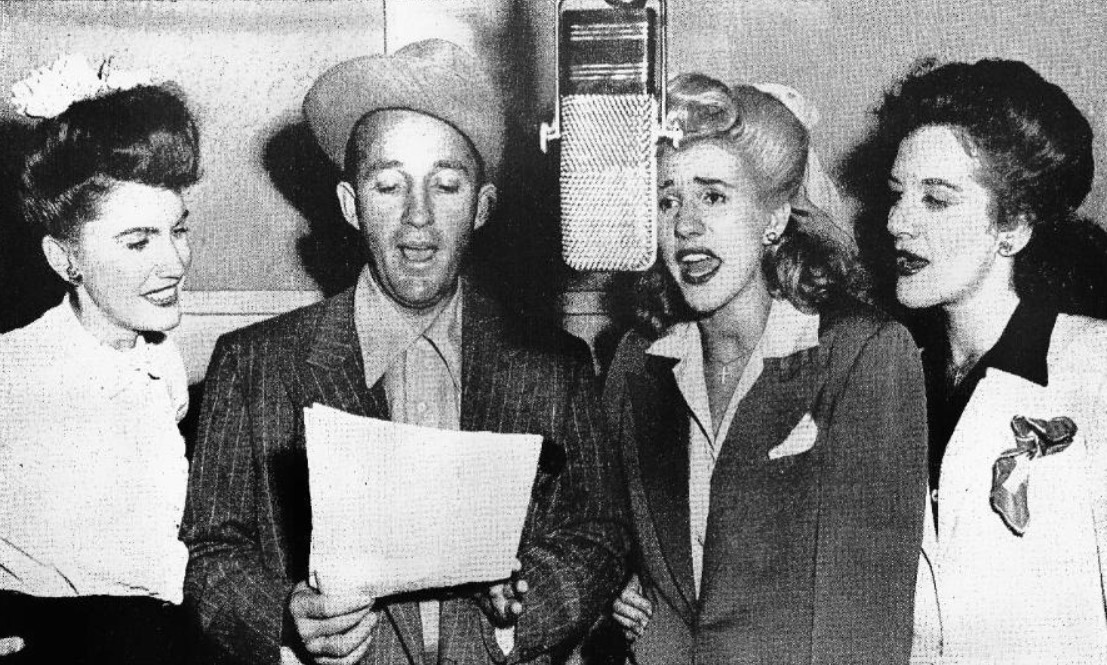
Avec Bing Crosby en 1943

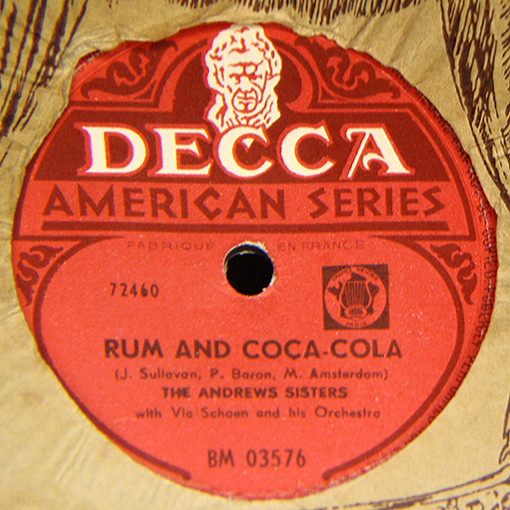
78 tours de Rum and Coca-Cola

- 1939 : Oh johnny oh johnny oh johnny
- 1941 : (I'll Be with You) In Apple Blossom Time (en)
- 1941 : Boogie Woogie Bugle Boy
- 1942 : Don't Sit Under the Apple Tree
- 1944 : Rum and Coca-Cola[6]
- 1948 : Underneath the Arches (song) (en)
- 1950 : Here Comes Santa Claus (en)

### Titresno1[7]
- Don't Fence Me In, avec Bing Crosby : no 1 US décembre 1944-janvier-février 1945
- Rum and Coca-Cola : no 1 US février-mars 1945
- I Can Dream, Can't I? : no 1 US janvier-février 1950

## Filmographie musicale
- 1940 : L'Auberge des loufoques (en) (Argentine Nights) de Albert S. Rogell
- 1941 : Deux Nigauds soldats et Deux Nigauds marins, d'Abbott et Costello
- 1941 : Fantômes en vadrouille
- 1942 : What's Cookin'?
- 1942 : Private Buckaroo
- 1942 : Give Out, Sisters
- 1943 : How's About It (en)
- 1943 : Always a Bridesmaid (en)
- 1943 : Swingtime Johnny (en)
- 1944 : Moonlight and Cactus (en)
- 1944 : Hollywood Parade
- 1944 : Cantine d'Hollywood
- 1945 : Her Lucky Night (en)
- 1946 : La Boîte à musique
- 1947 : En route vers Rio
- 1948 : Mélodie Cocktail
- 1975 : Brother, Can You Spare a Dime?

## Postérité
Plusieurs groupes ont tenté, à leur suite, d'exploiter ce style de musique, tels : les Beverley Sisters en Californie, Les Sœurs Étienne, les Chordettes ainsi que les Dolly Frenchies en France… The Star Sisters dans les années 1980, et plus récemment (depuis 2007) les Puppini Sisters, avec Marcella Puppini, Stéphanie O'Brien et Kate Mullins, retravaillant les élégantes robes moulantes. Elles reprennent aussi le célèbre mur du son des Andrews Sisters avec leurs trois voix sur des lignes différentes.
La chanson de Christina Aguilera Candyman de 2007 reprend la musique de Boogie Woogie Bugle Boy sur des paroles différentes. Le clip reprend également la trame générale du clip des Andrew Sisters. Christina Aguilera chante et danse avec 3 coiffures (brune, blonde et rousse) en hommage aux Andrew Sisters.

## Hommage
Dans le film français La Promesse de L'aube sorti en 2017, une scène montre Romain Gary dans un bar à Londres où les Andrews Sisters donnent un concert. Dans les jeux vidéo, le jeu Mafia 2 (PS3 et Xbox360) met tout au long de l'aventure une playlist des années 50 dans laquelle on entend souvent The Andrews Sisters avec des tubes comme "Rum and Coca-Cola" ou encore "Boogie Woogie Bugle Boy". Le titre "Bei Mir Bist Du Schön" apparaît également dans la bande sonore du jeu BioShock publié par 2K Games en 2007.